# Мей (остров, Россия)
Мей — остров архипелага Земля Франца-Иосифа. Административно относится к Приморскому району Архангельской области России.
Расположен в южной части архипелага в 6,5 километрах к югу от острова Гукера, в 5 километрах к северо-востоку от островов Этеридж.
Имеет вытянутую форму длиной около 1,5 километра, свободен ото льда, заметных возвышенностей не имеет, редкие каменистые россыпи.
Назван в честь английского адмирала Уильяма Мея.